# 萧憺
萧憺（478年—522年12月11日），字僧达，是萧顺之的第十一子，梁武帝的异母弟。从武帝起兵就开始跟随他，梁朝建立后历任地方大员，尤以荆州附近为多，政绩颇佳。也多次被征召入朝，官至侍中、开府仪同三司等。封始兴郡王，谥忠武。《梁书》将他和西汉的河间献王等并称。

## 生平
南齐时，萧憺弱冠后任西中郎法曹行参军，后调任外兵参军。当时东昏侯无道，萧衍起兵讨之，并拥立南康王萧宝融，以萧憺为冠军将军、西中郎谘议参军，调任相国从事中郎，和南平王萧伟一起留守根据地襄阳。和帝登基后，萧憺任给事黄门侍郎。当时忠于东昏侯的巴东太守萧惠训的儿子萧璝等人进攻荆州，和帝的朝廷十分恐惧，萧伟派萧憺带雍州（即襄阳）将士去增援。萧憺命令韦爱写信给萧璝等人使对方投降。是年（501年）冬，萧衍攻下建业，次年春，和帝离开江陵，下诏任命萧憺为使持节、都督荆、湘、益、宁、南秦、北秦六州诸军事、平西将军、荆州刺史，但未就任。
天监元年（502年），加授安西将军，都督、刺史照旧。封始兴郡王，食邑二千户。由于战乱过后，生产多有破坏，萧憺在辖地内励精图治，安抚民众。几年下来，有所恢复，教化也颇有成果。天监六年（507年），荆州发生洪水，萧憺亲率府中将领官吏，冒雨修筑堤防。水势凶猛，众人恐惧，有人要求萧憺躲避。萧憺不从，并杀白马祭祀江神。长江南岸的邴州有几百家在洪水中逃到屋顶和树上，萧憺募人救之，救一人赏钱一万，响应者有数十人。并派人到各郡，死者给予棺木，失田者给予种子。
天监七年（508年）冬，被征召回朝。民众为此歌曰：“始兴王，民之爹。赴人急，如水火。何时复来哺乳我？”天监八年（509年），任平北将军、护军将军、领石头戍事。不久调任中军将军、中书令，随之兼卫尉卿。是年秋，外出任使持节、散骑常侍、都督南兖、北兖、徐、青、冀五州诸军事、镇北将军、南兖州刺史。
天监九年春（510年），调任都督益、宁、南梁、南秦、北秦、沙六州诸军事、镇西将军、益州刺史，在任上开办学校，鼓励求学，并派儿子萧映去教授经书。当时北魏进攻巴南、南安，萧憺派军救援，魏军退走，收缴颇多军器。天监十四年（515年），调任都督荆、湘、雍、宁、南梁、南秦、北秦七州诸军事、镇右将军、荆州刺史。
天监十八年（519年），征入任侍中、中抚将军、开府仪同三司、领军将军。普通三年（522年）十一月八日逝世，享年四十五岁。追赠侍中、司徒、骠骑将军。取“忠为令德，武为止戈”之意，谥为忠武。

## 评价
萧憺极为孝悌，生母吴太妃、养母陈太妃和同母兄萧秀去世时，都非常哀伤，不饮食者数日。而且性格勤恳谦和，优待士人，受到好评。

## 家庭
萧憺的父亲是萧顺之，母亲是吴太妃，庶出。他的同母兄弟只有萧秀，与萧懿、萧敷、梁武帝萧衍、萧畅、萧融、萧宏、萧伟、萧恢为异母兄弟，排行十一，为兄弟中最小。

### 子
- 蕭某，始兴王世子，503年夭折[5]
- 萧亮，始兴王世子，袭封始兴王
- 蕭某，封中宿侯[6]
- 第四子[7]：萧映（一作萧）[8]，封广信侯→新渝侯，谥宽
- 第五子[7]：萧晔，封安陆侯→上黄侯，谥替

## 萧憺墓石刻
萧憺墓石刻位于南京市栖霞区栖霞镇甘家巷，现存石辟邪二，石碑一，龟趺二。其中，西辟邪极残，仅剩胯部，东辟邪面部残损，底下有两只从别处搬来的两只小辟邪，西碑仅剩龟趺，东碑完好，有亭子保护。1988年作为南京南朝陵墓石刻的一部分成为全国文物保护单位。
萧憺碑为书法珍品，全称《梁侍中司徒始兴忠武王碑》，由徐勉撰写碑文，当时书法名家贝义渊书写。康有为称之为“戈戟森然，出锋布势”“尤为异宝”。梁启超称“南派代表，当推此碑”。

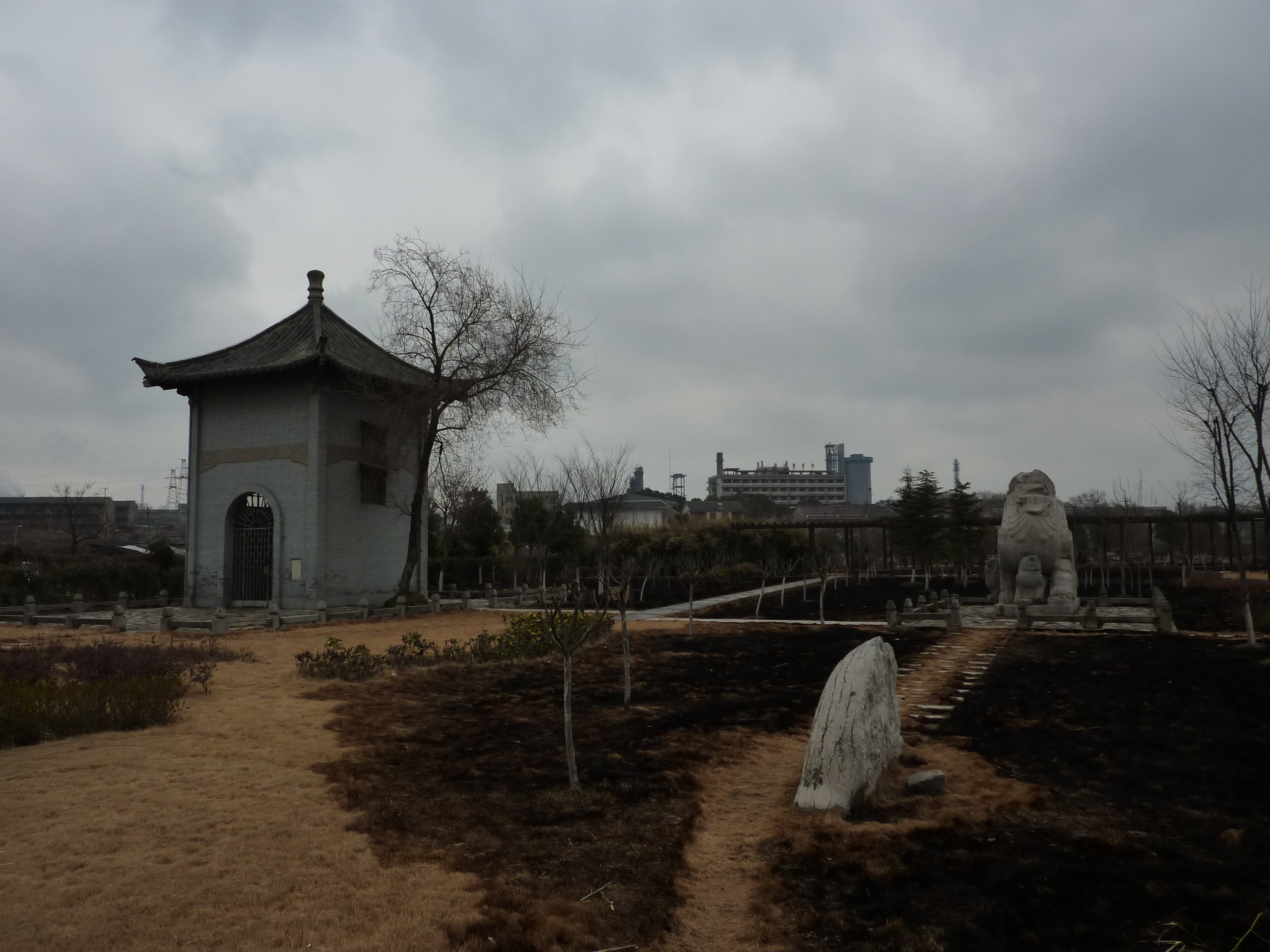
全景
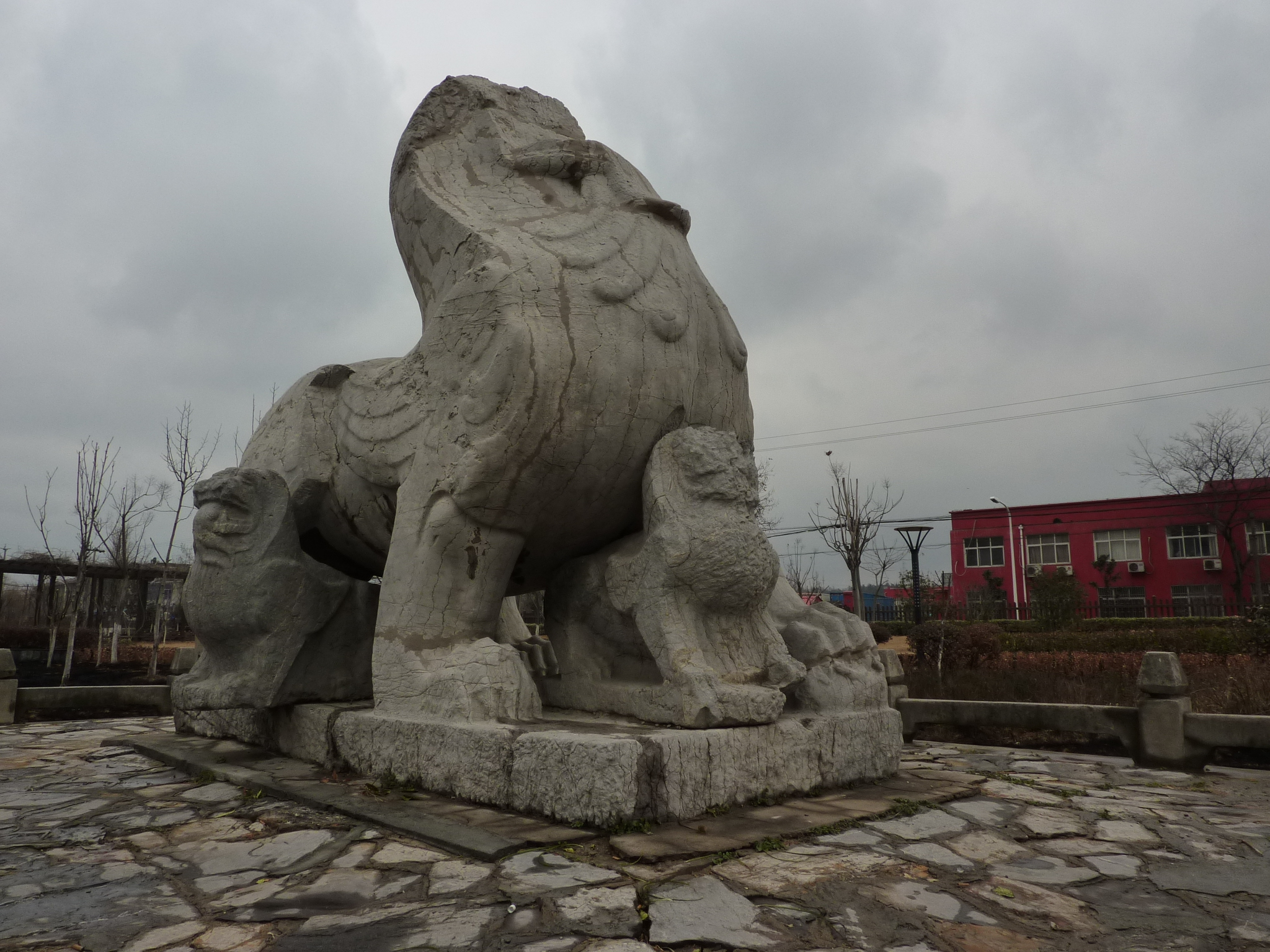
辟邪
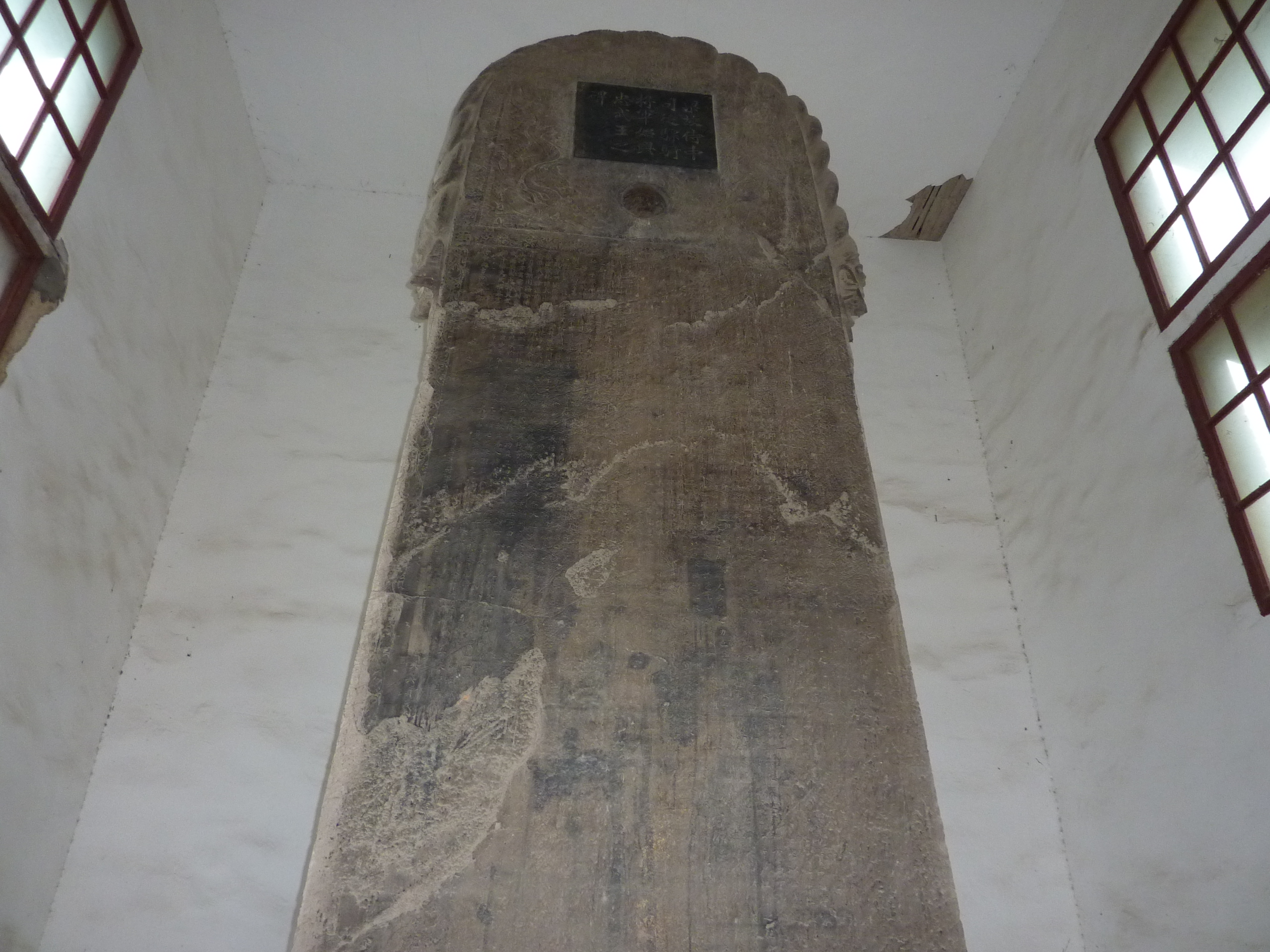
萧憺碑
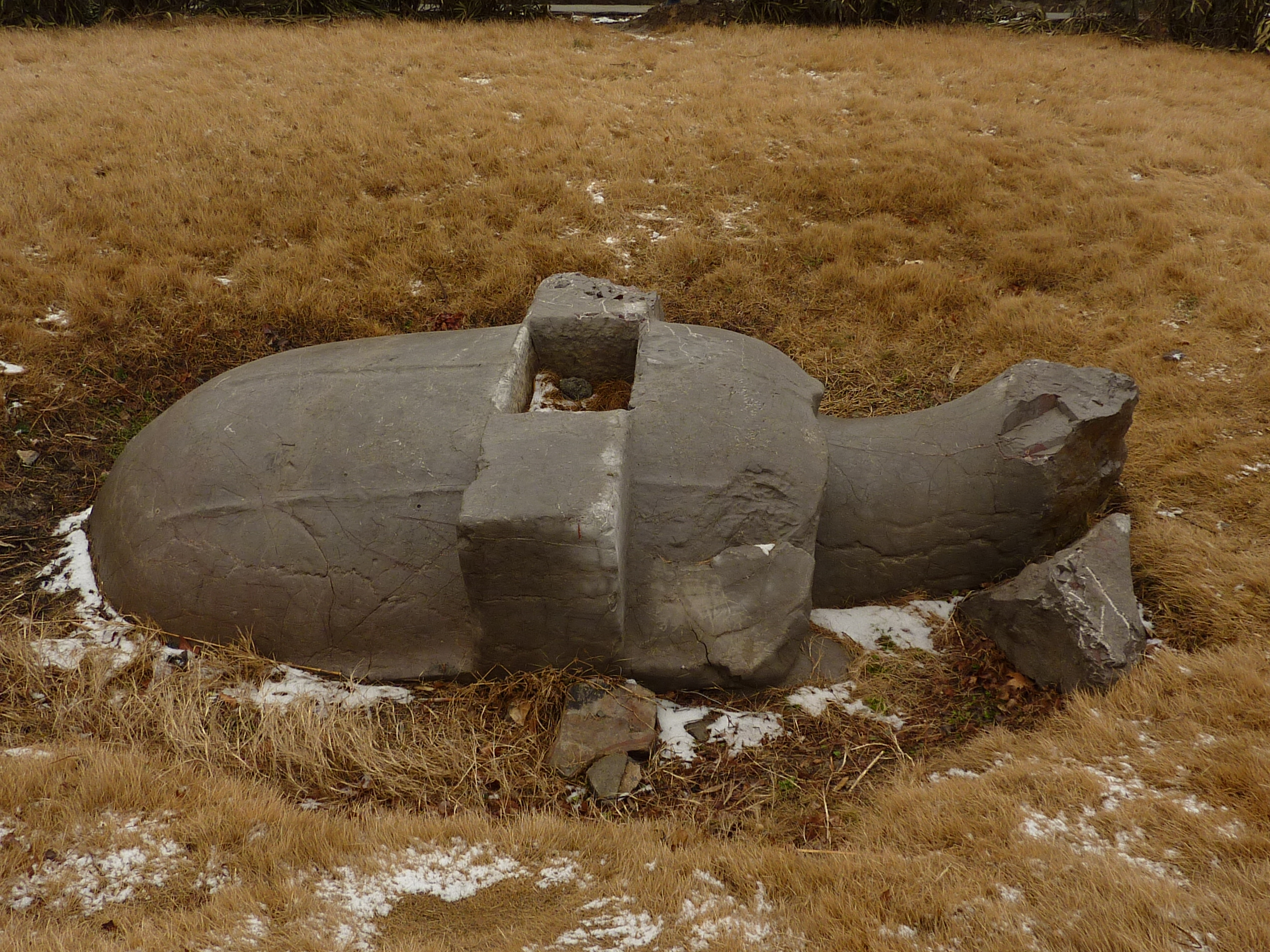
龟趺

## 延伸阅读
[在维基数据编辑]
 《梁書·卷22》，出自姚思廉《梁書》
 《南史·卷52》，出自李延壽《南史》
 在维基共享资源阅览影像